# Sporting Fingal Football Club
Maillots
Dernière mise à jour : 31 mai 2010.
Le Sporting Fingal est un club de football irlandais semi-professionnel. Il est basé à Santry dans la banlieue nord de Dublin dans le Comté de Fingal dont il porte le nom. En 2008, pour la première fois le club intègre la First Division du Championnat d'Irlande de football. Le club a engagé pour l’occasion Liam Buckley ancien manager des Shamrock Rovers et s’est choisi John Devine un ancien joueur du club londonien d’Arsenal FC comme entraineur.

## Bilan sportif

### Palmarès
- Coupe d'Irlande (1)
  - Vainqueur : 2009

### Bilan européen
Note : dans les résultats ci-dessous, le score du club est toujours donné en premier.
| Saison    | Compétition  | Tour            | Club        | Domicile | Extérieur | Total |
| --------- | ------------ | --------------- | ----------- | -------- | --------- | ----- |
| 2010-2011 | Ligue Europa | Deuxième tour Q | CS Marítimo | 2 - 3    | 2 - 3     | 4 - 6 |

Légende
- Victoire ou qualification pour le tour suivant
- Match nul
- Défaite ou élimination de la compétition